# لويغي روسي
لويغي روسي هو رسام سويسري، ولد في 10 مارس 1853 في Castagnola-Cassarate ‏ في سويسرا، وتوفي في 6 أغسطس 1923 في Capriasca ‏ في سويسرا.